# Templo de Alberta
El Templo de Cardston, Alberta (anteriormente llamado Templo de Alberta), es el nombre oficial de un edificio religioso histórico y uno de los templos construidos y operados por la Iglesia de Jesucristo de los Santos de los Últimos Días, octavo construido por la iglesia (el sexto en operaciones), el primero de Canadá y el primero en ser construido fuera de los Estados Unidos, ubicado en la ciudad de Cardston, Alberta. El templo de Cardston es uno de nueve templos que no tienen la estatua del ángel Moroni en su pináculo y uno de tres templos SUD que no tienen espigas, similar en principio al templo de Salomón. Los otros dos templos con esta peculiar característica son el templo de Laie, en Hawái y el templo de Mesa (Arizona).
El templo de Cardston es el primer templo de la iglesia, conjunatmente al templo de Laie, en ser diseñados por arquitectos profesionales. Anterior a ello, los templos habían sido diseños del fundador del Movimiento de los Santos de los Últimos Días, Joseph Smith y su sucesor Brigham Young. Al templo de Cardston, por su cercanía a las comunidades, asisten miembros provenientes de Calgary, Lethbridge, así como Great Falls y Kalispell del estado de Montana (USA). Las comunidades al norte de Alberta y que rodean a la ciudad de Edmonton asisten al templo ubicado en esa ciudad.
El terreno del templo cuenta con un centro de visitantes público para visitantes durante el verano que ofrece exhibiciones relacionadas al templo que incluyen fotografías de la construcción que datan de principios del siglo XX. 

## Historia
El Templo de Cardston Alberta se ubica en un terreno de 8 acres (3,2 ha), elevado en el centro de Cardston a poca distancia de las majesuosas montañas del parque nacional de los Glaciares incluyendo Monte Chief visibles desde la colina del templo. La pequeña comunidad se encuentra a solo 15 millas al norte de la frontera entre Estados Unidos y Canadá en las fértiles llanuras del sur de Alberta. La ciudad llamada previamente Lee's Creek y principalmente terreno indígena fue fundada por pioneros mormones en 1887. El líder de la comuna era Charles Ora Card quien dividió el terreno de Lee's Creek entre su grupo. Card cedió a la iglesia un lote de 8 acres (3,2 ha) en el centro de la ciudad con una colina en su punto medio. El terreno fue llamado Cuadra del Tabernáculo en vista de la tradición de la iglesia del siglo XIX de construir tabernáculos en lugares que ellos colonizaban. La Cuadra del Tabernáculo eventualmente fue el sitio donde hoy se erige el templo. Fue en honor a Card que la comunidad recibió su nombre.
La llegada a Canadá, territorio británico, se fundaba en la huida de los Estados Unidos de familias polígamas en riesgo de arresto por su práctica matrimonial. Luego de abolirse la poligamia entre los fieles del movimiento de los Santos de los Últimos Días (SUD), los colonos en Alberta comenzaron a construir edificaciones menores con decisiones arquitectónicas que reflejan la transición de la comunidad de refugio temporal de sus pasados a una de residencia permanente. Se construyeron pequeños centros de reuniones, y al tornar el siglo, los residentes de Cardston estaban construyendo estructuras de mayor tamaño y permanentes, como el Tabernáculo de Alberta. La inspiración para estas estructuras se tomó de la iglesia típica de la frontera occidental de Canadá en las ciudades vecinas, incluida Lethbridge y dar una fachada inofensiva y mezclar su arquitectura con el entorno.
El primer indicio de la construcción de un templo fue hecha el 19 de junio de 1887, a pocos días de haber arribado a los terrenos donde se edificaría la ciudad de Cardston. El año entrante, el entonces apóstol SUD John W. Taylor quien recidía en Cardston, especificó en su promulgación un terreno específico apartado para construir una capilla estilo tabernáculo en el centro de la ciudad. El terreno fue donado por uno de sus habitantes y la construcción del tabernáculo movida a una cadra vecina.

## Diseño
El templo, diseñado por los arquitectos Hyrum Pope y Harold Burton, tiene cierto parecido con el templo de Laie, Hawái. El diseño de Pope y Burton está fundamentado en el estilo Prairie School, popularizado por el arquitecto Frank Lloyd Wright a comienzos del siglo XX, conocido por crear edificios que no perturbaban sino que se mezclaban con su entorno natural. El templo también evoca elementos de la arquitectura mesoamericana, al parecer un elemento preferido por Burton. Las cortantes formas geométricas del edificio se entrelazan y ascienden en forma piramidal, evocando detalles de la arquitectura precolombina. En su aspecto amplio, el edificio tiene forma de Cruz de Malta en forma octagonal.
Los diseños de los templos de Cardston y Laie, ambos por Pope y Burton, son una desviación radical de los previos diseños de templos construidos por los pioneros mormones. El estilo tenía como objetivo prescindir de las características arquitectónicas identificativas de la arquitectura cristiana convencional, principalmente el plan basilicano, el estilo neogótico y el uso de pináculos, y, lo que es más significativo, en su adopción de los principios del Beaux-Art como medio para resolver el problema del diseño. Bajo dirección de la Primera Presidencia de su iglesia, Pope y Burton diseñaron el interior del templo sin el característico salón de asamblea ubicado en todos los templos que le precidían. 
El exterior del templo, principalmente obra de Pope, recuerda al Unity Temple, diseño de Wright, en sus fuertes líneas horizontales con un énfasis vertical contrastante. La misma estética es usada en el interior del templo diseñado por Harold Burton. La utilización de motivos arquitectónicos de la escuela de la pradera y la monumentalidad del edificio reflejan el propósito de ambos arquitectos en lograr una unidad entre lo moderno del nuevo siglo y lo antiguo del siglo caducante. Pope y Burton fueron seguidores de las formas orgánicas del movimiento Arts and Crafts contemporáneos enfocado en la continuidad del diseño arquitectónico desde la estructura exterior hasta los detalles y el mobiliario interior. La ejecución de alta calidad de las características interiores es evidente en la artesanía que se ve en maderas duras con incrustaciones y paneles, muebles del interior y accesorios de iluminación. Existe un orden jerárquico en el uso de la madera, por lo que la decoración comienza en las habitaciones inferiores con pequeños paneles de maderas claras de vetas simples y culmina en el salón Celestial con grandes y elaborados paneles de las maderas más ricas.

## Construcción

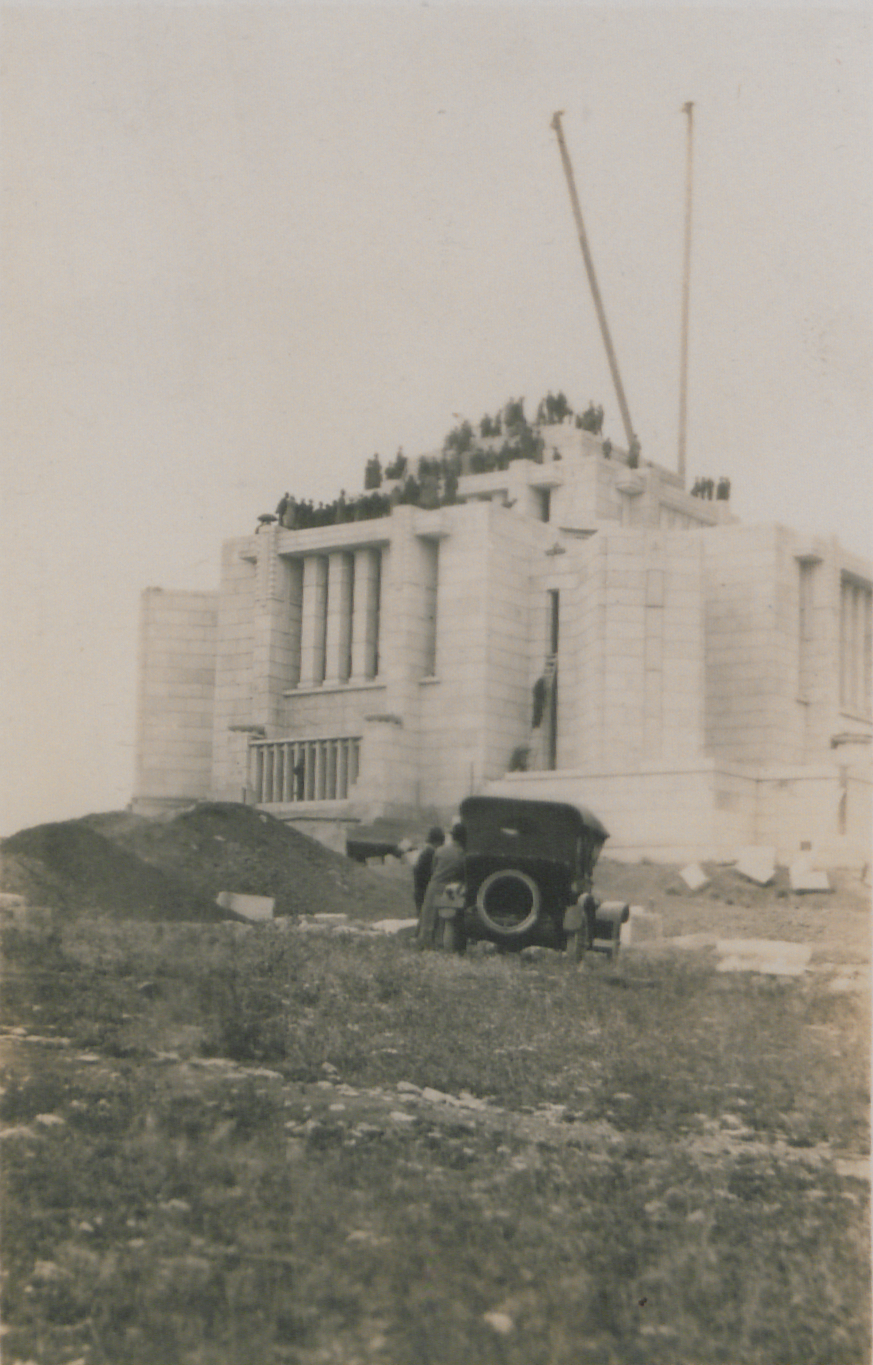
Ceremonia de la piedra clave en 1915.

La construcción del templo de Cardston fue anunciada por las autoridades de la iglesia SUD el 4 de octubre de 1912. Fue el primer templo anunciado fuera de Utah y el primer templo anunciado en el siglo XX. Previo a ello habían pasado 37 años desde el último anuncio de la construcción de un templo por la iglesia. Tras el anuncio público, la iglesia en Alberta recibió un terreno de 3.25 hectáreas donado por Charles Ora Card —apodado el Brigham Young de Canadá—, el primero en formar una colonia mormona en Canadá y fundador del pueblo de Calrston. El terreno fue dedicado por el entonces presidente de la iglesia Joseph F. Smith el 27 de julio de 1913 contando con aproximadamente 1500 fieles. La ceremonia de la primera palada ocurrió el 9 de noviembre de 1913 y al que asistieron unos 300 fieles. Daniel Kent Green, un vecino de Glenwoodville, realizó la primera palada para su congregación. Al terreno, después de la dedicación del templo, se le añadió una expansión de una hectárea adicional en los años 1950. 
El templo se construyó con granito blanco extraído a mano de una cantera en el pueblo de Nelson, cercano al Río Kootenay en Columbia Británica, a unos 500 millas (804,7 km) al Oeste de Cardston. El diseño del templo es principalmente de inspiración griega con retoques influenciados por la arquitectura azteca peruana y una silueta piramidal. Un bajorrelieve de Jesús y la mujer samaritana tallado por el escultor noruego Torleif Knaphus, decora uno de los muros del exterior del templo. La estructura principal del edificio está apoyada en sus cuatro lados por un muro de contención de granito sólido de 165 x 165 y 10 pies de altura
El 19 de septiembre de 1915 se realizó la ceremonia de la piedra angular presidida por David O. McKay, para entonces miembro del cuórum de los Doce Apóstoles. Como es tradicional en estas ceremonias, los fieles presentes llenaron la piedra angular con objetos memorables, incluyendo monedas, libros de importancia para la iglesia, libros sobre la historia de Cardston y fotografías de los locales. Otros objetos colocados en la caja de cobre debajo de la piedra angular inlcuyeron fotos y especímenes del cabello de Joseph Smith, fundador de la iglesia.
El interior del tempo está organizado en cuatro salones de ordenanzas situados alrededor del centro del edificio como los radios de una rueda, cada habitación extendiéndose hacia una de las direcciones cardinales. El salón Celestial se encuentra en el centro en la parte superior del edificio, con el baptisterio directamente por debajo. Las proyecciones diagonales más pequeñas entre las habitaciones principales contienen escaleras y habitaciones más pequeñas incluyendo los salones con altares matrimoniales.
La colocación de la piedra clave ocurrió al concluir las obras de concreto y granito el 27 de septiembre de 1917, bajo la dirección de Edward J. Wood y la oración dedicatoria ofrecida por el patriarca local Henry L. Hinman. Unos 2000 fieles y residentes circunvecinos estuvieron presentes durante esta última ceremonia. Las puertas y ventanas concluyeron al año subsiguiente dando comienzo al trabajo interior que duró hasta 1921. Los muebles y los detalles del interior se completaron luego de dos años en 1922 y la dedicación ocurrió al año entrante.

### Materiales
La construcción del templo en Cardston ocupó 3690 toneladas cortas (3347,5 t) de granito a un costo de 55 centavos el pie cúbico y transportados en 300 vagones de ferrocarriles. La fundación del edificio fue reenforzado con concreto 12 pies (3,7 m) de ancho por 32 pies (9,8 m) de profundidad. Unas 200 toneladas (200 000 kg) de acero provenientes de Winnipeg fueron requeridas para la obra de concreto y granito. El templo fue una de las primeras edificaciones en usar concreto reforzado para sus subsuelos los cuales fueron recubiertos por baldosa de cerámica proveniente de Salt Lake City.
El interior del templo es principalmente estructurado en madera de varios tipos y procedencias. El primer piso y el salón de La Creación son principalmente de roble blanco. El salón de La Creación combina el roble con arce estilo ojo de pájaro. Los salones matrimoniales y el Salón del Mundo, contiguo al salón de La Creación, están revestido de madera de samán sudamericano. El resto de los salones, incluyendo el salón Celestial, son de caobas africanas. El baptisterio es principalmente de mármol proveniente de Italia.
El templo tiene tres estructuras de bajorrelieve, el baptisterio, los bueyes sobre los que se asienta la pila bautismal y una escultura de Jesús y la mujer samaritana en el pozo. Ests último mide 20 pies (6,1 m) de ancho,8 pies (2,4 m) de altura y le da la cara al oeste. Los tres son obra del escultor Noruego Torlief Knaphus.: 52  El bajorrelieve con Jesús en el pozo ha sido replicado varias veces por la iglesia y puesto en diversos edificios en Utah y Nevada. Los vitrales del templo provienen de la ciudad de Detroit.

### Renovación
Entre 1986 y 1991 el templo cerró para ser remodelado. La iglesia contrató arquitectos y contratistas de Calgary para la remodelación que restauró las condiciones originales del interior del templo. Durante la remodelación se actualizaron los sistemas eléctricos y de calefacción, se reemplazaron todas las ventanas exteriores incluyendo los vitrales provenientes igualmente de Calgary. En vista de la actualización de la sesión de investidura en formato de video, el templo recibió sistema audiovisual actualizado para sus salones de investiduras. Las obras de madera originales fueron restauradas y refinadas, así como los murales y pinturas. El templo recibió además un nuevo sistema de escaleras para proveer seguridad en las salidas del edificio. El aumento del uso automotriz obligó a la ampliación de los estacionamientos y el rediseñar los jardines circundantes.

## Dedicación

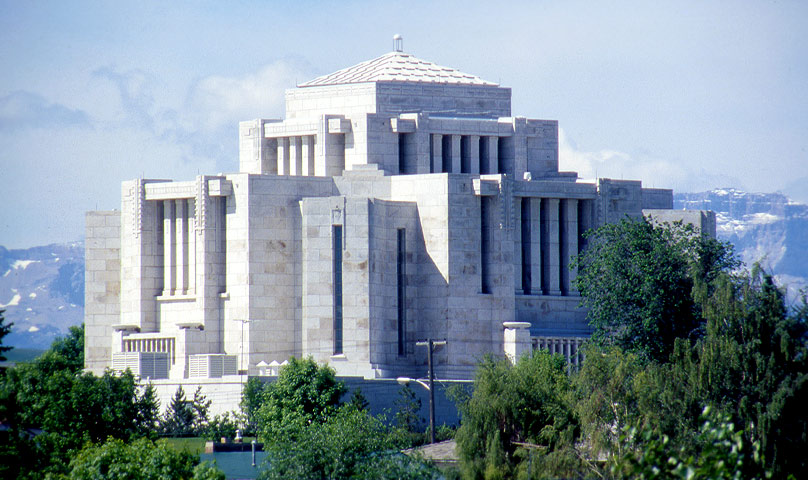
Vista del templo con las montañas del parque nacional de los Glaciares al fondo.

Los templos de La Iglesia de Jesucristo de los Santos de los Últimos Días son construidos con el fin de proveer ordenanzas y ceremonias consideradas sagradas para sus miembros y necesarias para la salvación individual y la exaltación familiar. No son edificios de adoración sacramental semanal y se reserva su uso para los miembros bautizados que son dignos, basándose en una recomendación emitida por las autoridades locales de la iglesia. El templo de Cardston tiene un total de 8.228 metros cuadrados de construcción, contando con cuatro salones para dichas ordenanzas SUD y cinco salones de sellamientos matrimoniales.
El templo SUD de Cardston fue dedicado para sus actividades eclesiásticas el 26 de agosto de 1923, por el entonces presidente de la iglesia Heber J. Grant. Grant insistió durante la ceremonia que varios templos serían construidos fuera de los Estados Unidos, incluyendo Europa. El templo duró 9 años y 9 meses en su construcción, el tercer templo que más tiempo duró en ser construido. 
Posteriormente en 1962 se le hizo una ampliación, por lo que fue rededicado por el apóstol mormón Hugh B. Brown. Finalmente, en los años 1990, el templo fue renovado durante tres años y dedicado una tercera vez el 22 de junio de 1991, por el entonces presidente de la iglesia Gordon B. Hinckley. Con anterioridad a ello, en junio de ese mismo año la iglesia permitió un recorrido público de las instalaciones y del interior del templo al que asistieron más de 100.000 visitantes. Unos 25.000 miembros de la iglesia e invitados asistieron a la ceremonia de dedicación dividida en 12 sesiones, que incluyó una oración dedicatoria.
Con 88 562 pies cuadrados (8227,7 m²) de construcción, es el templo de mayor tamaño entre los templos operados por la iglesia SUD en Canadá, seguido del templo de Toronto con 57 982 pies cuadrados (5386,7 m²). En 1992, el templo de Cardston fue declarado un Sitio Histórico Nacional de Canadá por haber sido construido con los mejores materiales y porque exhibe un nivel excepcional de artesanía moderna que domina el primer asentamiento mormón de Canadá.